# Pirg
Pirg là một xã trong quận Korçë thuộc hạt Korçë, Albania. Dân số năm 2005 là 8921 người.